# Berlandembia errans
Berlandembia errans is een insectensoort uit de familie Embiidae, die tot de orde webspinners (Embioptera) behoort. De soort komt voor in Guinee-Bissau.
Berlandembia errans is voor het eerst wetenschappelijk beschreven door Davis in 1939.